# Arnold Hauser
Arnold Hauser (Temesvár, 8 de maig de 1892- Budapest, 28 de febrer de 1978) fou un sociòleg, escriptor i historiador de l'art hongarès, nacionalitzat anglès. Va ser l'impulsor de la Sociologia de l'art, i creador d'una nova disciplina marxista, la "Història social de l'art" partint de la societat per comprendre l'art, buscant la relació intrínsenca d'ambdós conceptes. Marxista crític, va ser el primer a fer una apologia directa del mètode dialèctic desenvolupat per Karl Marx en l'art. La seva obra més important, de llarga extensió és "La Historia Social de la Literatura y el Arte", publicada el 1951, en un clima anticomunista i l'obra va tenir bastants crítiques. Aquestes van venir de la mà d'intel·lectuals importants en l'art com Clement Greenberg, Joseph P. Hodin o Ernst Gombrich .

## Biografia
Arnold Hauser va nàixer a l'antic Imperi Austrohongarès l'any 1892, a la petita localitat de Temesvár, en un ambient jueu. Fill de família humil tingué una infància complicada; tanmateix, aconseguí entrar a la Universitat de Budapest per a estudiar Filosofia. Volent ampliar els seus coneixements, estudià Història de l'Art i la Literatura a les Universitats de Berlín, París i Viena.
Al seu retorn a Budapest fou nomenat catedràtic de la mateixa universitat i es va posar en contacte amb sociòlegs i teòrics d'ideologia marxista com Karl Mannheim i Georg Lukács. Juntament amb altres teòrics i estudiosos de la literatura i de l'art formaren, aleshores, el grup d'intel·lectuals anomenat "Sonntagskreis" (Cercle Dominical). Tanmateix, l'esclat de la I Guerra Mundial suposà, a la llarga, la ruptura d'aquest grup.
En aquell moment Hauser va viatjar per Itàlia per a aprofundir en l'estudi de les belles arts. Al mateix temps el seu amic i teòric marxista Georg Lukács ingressà en el Partit Comunista Hongarès, on arribà a exercir càrrecs importants. Hauser decidí no involucrar-se tant en la vida política i va marxar cap a Berlín amb la intenció d'estudiar a fons Hegel i Karl Marx. Del 1920 al 1925 va viure a Berlín, on assistí a conferències de l'historiador de l'art Adolph Goldschmidt i del teòleg alemany Ernst Troeltsch. Davant la creixent influència del nacionalsocialisme a Alemanya, Hauser es va traslladar a Viena el 1925. Trobà feina com a gerent de promocions d'una companyia de cinema vienesa. Aquest fet li va permetre conèixer el gran auge d'aquesta manifestació artística a principis del segle xx. També va formar part de la Junta Consultiva de Censura Cinematogràfica d'Àustria, i també fou professor de Teoria del Cinema a la Universitat Popular de Viena. Durant aquests anys a Viena va recollir material per a publicar un tractat teòric sobre cinema anomenat Dramaturgie und Soziologie des Films (Dramatúrgia i sociologia del cine).
De tota manera, no va acabar mai aquesta obra, ja que es va produir la invasió d'Àustria per Hitler. A causa dels seus orígens jueus, Hauser hagué de fugir a refugiar-se a Anglaterra. Aleshores es va dedicar plenament als estudis i treballs d'investigació. Alentit pel seu vell amic Karl Manheim elaborà els primers treballs sobre la sociologia de l'artque més tard li serviren per a la realització del primer volum de la seva obra més destacada, "Sozialgeschichte der Kunst und Literatur"; iniciada l'any 1941 i publicada, finalment, el 1951. Aquesta primera entrega el situa de ple en el món acadèmic i el va portar a realitzar conferències arreu mentre treballava en el segon i tercer volum de l'obra, publicats el 1958 i al, respectivament.
L'any 1977, Hauser va tornar a Hongria, on va ser nomenat membre honorari de l'Acadèmia Hongaresa de Ciències. Va morir a Budapest el 1978, als 86 anys.

## Pensament i ideologia
Arnold Hauser és un defensor de la sociologia de l'art en l'estudi d'aquest, donant-hi importància. Sosté que la història la formen els individus i que aquests sempre estaran en situacions diferents i determinades; i el producte, l'art, formarà part de la seva situació a més de les seves facultats pròpies. Defensor també del mètode dialèctic, segons el qual els passos per a un desenvolupament històric no s'entenen de manera aïllada sinó mirant els precedents, de manera contínua. Relacionat amb el materialisme dialèctic, de teories marxistes, tenim un altre element d'aquest corrent de pensament marxista que és el materialisme històric. Per a Hauser, aquest també està plenament relacionat amb l'art.
Mitjançant els seus escrits i teoríes, Hauser deixa palesa la seva posició en contra de l'autonomia de l'art. Aquest és un producte de la societat i l'artista sempre està sota els seus preceptes, no és lliure. Depenent de l'època és més visible o menys, però no dona valor a les facultats pròpies de l'artista. A les seves obres estudia el passat, des de la prehistòria fins a mitjan segle xx, per comprendre el present.
Defensa la idea que l'art i la societat no mantenen una relació unilateral sinó que s'influeixen; en l'experiència artística normativa van lligats entre si el factor espontani amb el convencional, el subjecte i l'objecte, el productor i el receptor. El sol fet que l'obra vagi dirigida a algú fa que el factor de la societat ja aparegui en aquesta relació entre societat i art. També exposa que una societat sense art la podem imaginar però un art sense societat no, ja que l'art el fan els individus i les influències del conjunt, la societat i el context històric. L'art no neix d'una negació de la realitat, ni d'una negació de la negació: l'art en la societat no s'anul·la, sinó que adapta senzillament als altres components de la totalitat social. Per a Hauser, l'art és un reflex de la realitat, com una ciència, malgrat que a vegades segueixi un camí estrany. L'art es fonamenta en la realitat. La gran influència de Hauser, Gerog Lukács, va dir que les obres d'art reflectien la infraestructura econòmica, a més de les relacions socials d'una època. L'altra idea que va marcar a Hauser és que el valor d'una obra d'art estigui explícitament lligat als diners que pot valer, entenent així aquest fet com un intercanvi de diners. Aquesta defensa de la sociologia en l'art es pot veure en aquest fragment de la seva obra Filosofia de la història de l'art (1958): 
| « | «Le obiezioni contro la storia sociale dell'arte derivano principalmente dal fatto che le si attribuiscono intenzioni che essa non può né vuole perseguire. In particolare essa non cerca mai, neppure nelle sue forme più rozze, di presentare l'arte come un'espressione omogenea, comprensiva e diretta di una determinata società. L'arte di un'epoca storicamente più o meno evoluta non può essere socialmente omogenea se non altro perché la stessa società di una simile epoca non è omogenea; essa non può mai essere più che l'espressione di un ceto, di un gruppo, di una comunità d'interessi, e presenterà tante tendenze stilistiche contemporanee quanti sono i ceti della società che producono cultura». | » |

### Influències

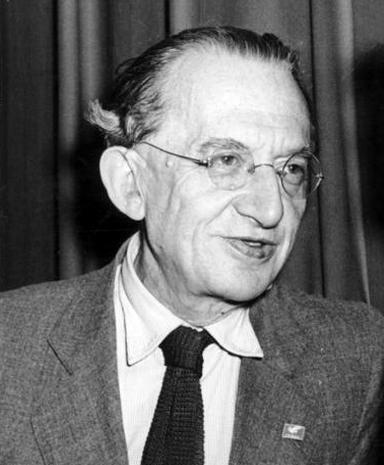
Georg Lukács. Gran influència per a Arnold Hauser.

Una influència evident serà de Karl Marx i Friedrich Engels, la influència marxista. Aquesta es veurà reflectida en la concepció que l'art forma part d'una superestructura donada per la relació dialèctica, per la realitat econòmica. Malgrat tot, Hauser sap distingir entre la teoria i la praxis, i es defineix a si mateix com un marxista crític. Així, Hauser no cau en l'adoctrinament del mètode marxista, no entra en qüestions revolucionàries, sinó que analitza l'art a partir de la societat i l'economia.
Partint d'idees marxistes, també l'influenciarà Georg Lukács, amic i teòric marxista de la Universitat de Budapest. Georg Lukács i Hauser foren personatges amb molt en comú: ambdós natius d'Hongria, membres d'una mateixa generació nodrida en la cultura judeoalemanya dels primers decennis del segle, tots dos mantingueren un fons ideològic semblant. D'ell va madurar la idea de la vinculació total de la història i la societat amb el materialisme dialèctic. En el seu llibre Història Social de la Literatura i de l'art, veiem, a part de la de Lukács, la influència de l'Escola de Frankfurt, amb personatges com Theodor W. Adorno i Max Horkheimer.

## Crítica
L'orientació marxista dels escrits de Hauser suposa el seu rebuig per part dels crítics de dretes, entre ells l'historiador de l'art anglés Ernst Gombrich. La seva famosa obra Història de l'Art, fou publicada tan sols un any abans que la Sozialgeschichte der Kunst und Literatur de Hauser.  Hauser va ser criticat per Ernst Gombrich per un suposat "determinisme social" que anava massa lluny. Gombrich va escriure a la seva ressenya de The Social History of Art que els "prejudicis teòrics de Hauser poden haver frustrat les seves simpaties. Perquè fins a cert punt neguen l'existència mateixa del que anomenem les 'humanitats'. Si tots els éssers humans, inclosos nosaltres mateixos, estan completament condicionats per les circumstàncies econòmiques i socials de la seva existència, aleshores realment no podem entendre el passat mitjançant la simpatia ordinària".
Alguns estudiosos han argumentat que Gombrich veia Hauser com un exponent típic del que ell entenia per marxisme, sense apreciar ni entendre els seus matisos i la seva subtil crítica de les formes més rígides de determinisme social.
El crític J. P. Hodin va presentar una ressenya sobre l'obra de Hauser utilitzant-la merament com a propaganda ideològica anti-comunista. Hodin no plantejà una anàlisi de l'obra, sinó que aquesta li va servir per a escriure un manifest contra el marxisme. Segons el seu pensament, les teoríes marxistes havien transformat l'art rus en un instrument de propaganda comunista. Així que Sozialgeschichte der Kunst und Literatur havia de ser un llibre molt perillós.
Per altra banda, el crític extrotskista Clement Greenberg i el grup intel·lectual americà Old Left valoraren positivament el seu plantejament metodològic perquè Hauser proposava un estudi de les condicions socials per a poder llegir les produccions artístiques.

## Obra
•1951: Sozialgeschichte der Kunst und Literatur (Londres : Routledge and Kegan Paul, 1951) Història social de la literatura i de l'art.
Aquesta obra és una síntesi de d'interpretació històrica al voltant dels significats socials de les arts creatives. Comprèn, a grans trets, des de l'art de la prehistòria fins al segle xx. Segons alguns crítics, deixa de banda temes importants com l'arquitectura i la música. L'obra s'inicia amb l'estudi de les pintures del Paleolític fins a l'aparició dels primers pobles sedentaris i agrícoles. Aleshores l'autor fa un salt fins a Egipte, Mesopotàmia i la Gràcia arcaica. Segueix amb el món antic (Grècia i Roma), l'edat mitjana i el Renaixement. Mirant l'art des d'un punt de vista sociològic, Hauser relaciona l'ascens de la burgesia amb el naixement del capitalisme i la lluita de classe, amb el predomini d'un art elitista i antipopular. Té com a temes principals la centralitat de les classes i la pugna d'aquestes, el paper de la societat, la cultura, les ideologies i per descomptat l'economia. Segons Hauser, aquests termes ens condicionen totalment l'art.
•1958: Philosophie der Kunstgeschichte (Múnich: C. H. Beck, 1958) La filosofia de la història de l'art.
Primer llibre en que Hauser exposa les seves teoríes sobre la història de l'Art, defensant la metodologia sociològica. Ens parla de tota obra feta per un individu està influenciada per uns paràmetres específics, un temps i un espai.
•1964: Der Manierismus. Die Krise der Renaissance und der Ursprung der modernen Kunst (Múnich, Beck, 1964) Manierisme: La crisi del Renaixement i l'origen de l'art modern.
En aquesta obra Hauser diu que amb el manierisme es perd l'harmonia i el decor; regna el caos.
•1974: Soziologie der Kunst (Múnich : Beck, 1974) La sociologia de l'art.
Destaca el contingut social de l'art. Estructurada en dues parts independents entre si, la primera exposa tota la teoria i el seu pensament; hi fa una presentació. En la segona part fa un recorregut per l'art (arquitectura, escultura i pintura) per diverses èpoques i cultures. La idea principal és que l'art, dins de la seva relativa autonomia (cal recordar que Hauser no defensava l'autonomia de l'art), reforça o critica una situació social. En aquesta part estudia els condicionants socials, l'economia, les institucions que ens determinen un tipus d'art.
•1978: Im Gespräch mit Georg Lukács (Múnich : Beck, 1978) Converses amb Georg Lukács.
Aquest llibre reuneix diversos textos fonamentals per al coneixement dels orígens del pensament de Georg Lukács i Arnold Hauser. En la primera part es mostra una conversació radiofònica que Hauser i Lukács van mantenir el 1969, en què rememoren les etapes de la seva formació cultural i personal. Segueix amb un segon text, una entrevista a Hauser el 1973, que resulta essencial per a conèixer el perquè de l'obra del sociòleg de l'art; i un tercer de 1975 en què Hauser reviu aquella època del "Cercle Dominical" a Budapest amb Mannheim, Lukács, Max Weber, Thomas Mann, entre d'altres. Finalment, un text on Hauser reflexiona i analitza l'origen i el desenvolupament de la "heterodòxia" en el pensament marxista de Lukács.